# Penologie
Penologia (de la „penal”, în latină: poena, „pedeapsă”; termen inventat probabil de Francis Lieber) este o secțiune a criminologiei care se ocupă cu studiul filozofiei și practicilor aplicate în diverse societăți în încercările lor de a reprima activitățile ilegale și a de a satisface opinia publică, prin intermediul unui regim de tratament adecvat aplicat persoanelor condamnate pentru infracțiuni.
Penologia se ocupă cu cercetarea rolului, funcțiilor, esenței, scopului pedepsei, cu clasificarea pedepselor, cu normele de executare a acestora și cu căile de sporire a eficienței lor în combaterea infracțiunilor.
Penologia este preocupată de eficacitatea proceselor sociale concepute și adoptate pentru prevenirea criminalității, prin represiunea sau inhibarea intenției criminale prin teama de pedeapsă. Prin urmare, studiul penologiei se referă la tratamentul deținuților și reabilitarea ulterioară a infractorilor condamnați. Aceasta include, de asemenea, aspecte ale eliberării condiționate (reabilitarea infractorilor din comunitate), precum și știința penitenciară referitoare la detenția și recalificarea în siguranță a infractorilor.

## Legături externe
- „Penologie” la DEX online
- Site-ul Ministerului Public din România
- Societatea Română de Criminologie și Criminalistică